# Tina Escaja
Tina Escaja (Zamora, 1965), también conocida como Alm@ Pérez, es escritora, crítica literaria y artista digital española con nacionalidad estadounidense. Creció en Bellvitge, y en la actualidad reside en Burlington, Vermont (EE. UU.) en cuya universidad (Universidad de Vermont) ejerce la cátedra de Literatura Iberoamericana y el rango de Profesora Distinguida de Lenguas Romances y Estudios de Género.
Entre los galardones que ha recibido como investigadora y poeta se encuentran el Premio del Decanato por su labor docente y de investigación (Universidad de Vermont, 2010) y el Premio Hispanoamericano de Poesía Dulce María Loynaz en 2003 por su poemario Caída Libre. Su trabajo digital y electrónico ha sido expuesto en museos y galerías internacionales.
Tina Escaja ha ejercido los cargos de Vicepresidenta y Presidenta de la Asociación de Género y Sexualidad (llamada anteriormente Asociación Internacional de Literatura y Cultura Femenina Hispánica), y de ALDEEU (Asociación de Licenciados y Doctores Españoles en Estados Unidos); Presidenta de Feministas Unidas, Inc., y es Académica de Número de la ANLE (Academia Norteamericana de la Lengua Española) y Correspondiente de la RAE (Real Academia Española).

## Libros de poesía
- La odisea marina de María Traviesa (2017) Premio Isabel Campoy-Alma Flor Ada de Poesía Juvenil  2017.[5] ISBN 9780997942361
- Manual destructivista/Destructivist Manual (2016) Traducción de Kristin Dykstra. ISBN 9781940075433
- Caída libre/Free Fall (2015) Traducción de Mark Eisner. Prólogos de María Victoria Atencia & Li Kuei-Hsien ISBN 9781937677831
- Respiración mecánica / Respiració mecànica / Hats hartze mekanikoa & VeloCity (2014) Traducciones de María Cinta Montagut (Catalán), Mariña Pérez Rei (Gallego) and Itxaro Borda (Euskara). Prólogo de Marta Segarra ISBN 9788498885736
- 13 Lunas 13 (2011) Con prólogo de Jill Robbins. ISBN 9788478394845
- Código de barras (2007) Con prólogo de Concha García y Sharon Keefe-Ugalde. ISBN 9788496482418
- Caída libre (Segunda edición, 2007) Con prólogo de María Victoria Atencia García. ISBN 9789709894257
- Caída Libre (Premio Hispanoamericano de Poesía Dulce María Loynaz, 2004) ISBN 8479473665
- Respiración mecánica (Badosa EP, 2001)

## Poesía Electrónica
- "CAPTCHA Poem@". thenewriver.us. 2021.[6]
- “Mar y Virus / Virus and the Sea.” Messages from the Anthropocene. Flynndog Gallery, Burlington, VT. November 2020-June 2021.[7]
- Pinzas de metal. “Afterflash: Showcasing Flash Fiction, Poetry, and Essays from The NEXT.” Collective digital exhibition curated by Dene Grigar. Electronic Literature Lab. January, 2021.[8]
- “According to your likeness / my Image.” University of Central Florida Art Gallery, Orlando, July 2020.[9]
- “Emblem/as.” Peripheries: Electronic literature and new media art. The Glucksman Museum. Cork, Ireland, July 11-17th, 2019.
- “Emblem/as (2017-2019)
- Robopoem@s (2016)[10] Archivado el 26 de julio de 2018 en Wayback Machine.
- Negro en ovejas. (2008/2011)
- "Una, Grande, Libre/One, Great, Free" Código de barras (2007).
- "Luna morada/Black Moon" Código de barras (2007).
- "Quiet Zone: Lugar del silencio." Código de barras (2006).
- "Desprendiendo" Velocity 3 (2002).
- "Sumergida" VeloCity 1 (2000).

## Narrativa
- Pinzas de metal (Novela hipertextual) (2003)
- Asesinato en el laboratorio de idiomas (1997)
- "Bola luna" Finalista del IV Premio Internacional ‘Ana María Matute’ de narrativa de mujeres.(1995) ISBN 8478391622

## Teatro
- De tripas corazón, 2019.[11]
- Madres, 2007. ISBN 9788496790360

## Antologías en que ha aparecido
- La otra Penélope: Antología de mujeres escritoras de la lengua española. Ed. Brigidina Gentile. Sevilla: ArCiBel, 2011.
- El espacio no es un vacío, incluye todos los tiempos. Ed. Nela Río. Canadá: Broken Jaw Press, 2010. Archivado el 24 de marzo de 2016 en Wayback Machine.
- Que no ceses rumores. Antología poética. Ed. Rei Berroa. Santo Domingo, República Dominicana: Libros de la Luna, 2010.
- L'altra Penelope: Antologia di scrittrici di lingua spagnola. Ed. Brigidina Genitle. Oedipus: Salerno/Milano, 2008.
- Al filo del gozo: Antología de poesía erótica. Ed. Marisa y Socorro Trejo Sirvent. Guadalajara, México: Viento al hombro, 2008.
- Escritores españoles en Estados Unidos. Ed. Gerardo Piña-Rosales. New York: Academia Norteamericana de la Lengua Española, 2007.
- Letras de Babel 3. Antología Multilingüe. Brasilia/Montevideo: Ed. aBrace: 2007.
- Pegasos de dos siglos: Poesía en Kentucky 1977-2007. Ed. Richard K. Curry and Eduardo Espina. College Station: Hispanic Poetry Review, 2007.
- Conjuro de luces: Mujeres poetas en el país de las nubes. Centro de Estudios de la Cultura Mixteca. México: México D.F., 2006.
- Trilogía Poética de las mujeres en Hispanoamérica (Pícaras, místicas y rebeldes). Ed. LeticiaLuna et al. México DF: La cuadrilla de la langosta, 2004.
- Antología impar: Tres minutos con la realidad (e-book). Ed. Marta Rialp Cervera. (2001)

## Exposiciones colectivas
- “Lorem BITsum” (Electronic literature collective). Curated by María Goicoechea de Jorge & Laura Sánchez Gómez. Casa del lector, Madrid. June, 1-15, 2018.
- “Contidos desbordados.” (Collective). 5 poets + 5 artists. With works by Angela Nordenstedt. Curated by Ana Costas. Museo Provincial de Lugo, Lugo, Spain. April, 2016.
- “Contidos desbordados.” (Collective). 5 poets + 5 artists. With works by Angela Nordenstedt. Curated by Ana Costas. Sala Abanca. Santiago de Compostela, Spain. January 16-20, 2016.
- “Robopoem@s - Quadrupeds.” (Solo). Generator, Burlington, Vermont. November-January, 2015-16.
- “Poesía LED/LED Poetry & ProtoTypes.” “Work Both Ways.” (Collective). Curated by Sharon Webster. Flynndog Gallery. Burlington, Vermont. July-August, 2015.
- "27th Annual Solo Mujeres Show." (Collective). Curated by Susana Aragón and Indira Urrutia. Mission Cultural Center for Latino Arts. San Francisco, April 2014.
- “Stained Glass and Poetry.” With Lawrence Ribbecke. 688 Pine St., Ste. 4. South End Art Hop, Burlington, September, 2013.
- “Latitude / Longitude: Weaving themes.  Assembling stories.” With Bren Alvarez and Mercedes Bautista. Flynndog Gallery. Burlington, Vermont. November-December 2012.
- “Latitud/Longitud: Tejiendo tramas. Tramando historias.” Con Bren Alvarez y Mercedes Bautista. EDELO: Galería de Arte Experimental y Residencia Internacional de Diversas Prácticas. San Cristóbal de las Casas (Chiapas, México). Julio, 2011.[12]
- “Sign of the Times / Times of the Signs.” 25 min. (Vídeo). Soda Plant. Burlington Art Hop (Vermont, Estados Unidos). Septiembre, 2010.
- “UnAlter(ed).” Flynndog Gallery. Burlington, Vermont (Estados Unidos). Julio-agosto, 2010.[13]
- “Alter(ed) Ego.” Flynndog Gallery. Burlington, Vermont (Estados Unidos), mayo-junio de 2010.[14]
- “Ni emakumea. Yo mujer ” Con Mercedes Bautista, María José Lacadena, Ione Saizar, Sonia Rueda, MJ. Tobal, y Ainize Txopitea. Centro Cultural Okendo, San Sebastián. Febrero-abril, 2007.[15]
- “El único arbusto/Bush en que confío es el mío.” Con Ione Saizar, MJ. Tobal, y Ainize Txopitea. Museo Vostell-Malpartida, junio-septiembre de 2006.[16]
- “The Only Bush I Trust is My Own.” Con Ione Saizar, MJ. Tobal, y Ainize Txopitea. L/L Gallery, Universidad de Vermont (Estados Unidos), febrero-marzo de 2006[17]
- “Caída libre.” (Como Alm@ Pérez). Con Dan Higgins. L/L Gallery, Universidad de Vermont (Estados Unidos). Octubre, 2003.[18]

## Otras obras
- Por un lenguaje inclusivo: Estudios y reflexiones sobre estrategias no sexistas en la lengua española. Co-ed with Natalia Prunes. ANLE, 2021. ISBN 978-0-999387-5-5
- Resistencia: Poems of Protest and Revolution. Co-ed with Mark Eisner. Introduction by Julia Alvarez. Tin House, 2020. ISBN 9781951142070
- Diáspora Española: Migración y exilios. Actas seleccionadas de la XXXVII Asamblea General y Congreso Internacional de ALDEEU. Co-ed with Marta Boris Tarré. Lakeville, MA: ALDEEU, 2020. ISBN Nueva York en español: Intersecciones hispánicas en EEUU. Actas seleccionadas del XXXV
- Congreso Internacional de ALDEEU, Co-ed with Marta Boris Tarré. Lakeville, MA: ALDEEU,2017. ISBN 978-0-692-87378-6
- Compromiso e hibridez: Aproximaciones a la poesía hispánica contemporánea escrita por mujeres. (Editora) La nueva literatura hispánica 11. Valladolid: Universitas Castellae & The Manchester Metropolitan University, 2007. ISSN 1139-4153
- De los 50 al ciberpoema: Antología de la poesía española contemporánea. (Editora) Buenos Aires: Tres Haches, 2002. ISBN 98793180161
- Salomé Decapitada: Delmira Agustini y la estética finisecular de la fragmentación. Ámsterdam: Rodopi, 2001. ISBN 904201346X
- Delmira Agustini y el modernismo: Nuevas propuestas de género. (Editora). Buenos Aires: Beatriz Viterbo, 2000. ISBN 9508450959